# Арутюнян, Армен Шураевич
Армен Шураевич Арутюнян (арм. Արմեն Շուրայի Հարությունյան, 8 марта 1964, Ереван, Армянская ССР) — армянский политический деятель, с февраля 2006 г. по февраль 2011 г. защитник прав человека в Армении.

## Биография
- 1981—1986 — окончил юридический факультет ЕГУ. Доктор юридических наук, профессор.
- 1986 — поступил в аспирантуру Института государства и права Академии наук СССР
- 1989 — защитил кандидатскую диссертацию и получил степень кандидата юридических наук.
- 1994—1997 — обучался в докторантуре Академии государственного управления при президенте РФ, и после защиты диссертации удостоился научной степени доктора юридических наук.
- 1989 — преподает на кафедре конституционного и международного права юридического факультета Ереванского государственного университета. По совместительству работал юрисконсультом в Конституционном Суде.
- 2000—2002 — занимал должность декана юридического факультета Русско-Армянского (Славянского) государственного университета.
- 2001—2005 — представитель президента по вопросам реформы Конституции.
- 2002—2006 — ректор Академии государственного управления Армении
- 2002 — является заместителем представителя Армении в Европейской комиссии демократии и права (Венецианская комиссия).
- В феврале 2006 года избран защитником прав человека в Армении.
- В феврале 2011 года ушёл в отставку.
- В сентябре 2015 года избран судьёй Европейского суда по правам человека от Армении[1].